# Zakovanka
Zakovanka (vitryska: Закованка) är ett vattendrag i Belarus.   Det ligger i voblasten Homels voblast, i den centrala delen av landet, 240 km sydost om huvudstaden Minsk.
I omgivningarna runt Zakovanka växer i huvudsak blandskog. Runt Zakovanka är det ganska glesbefolkat, med 24 invånare per kvadratkilometer.